# Sherman (Maine)
Sherman es un pueblo ubicado en el condado de Aroostook en el estado estadounidense de Maine. En el Censo de 2010 tenía una población de 848 habitantes y una densidad poblacional de 8,08 personas por km².

## Geografía
Sherman se encuentra ubicado en las coordenadas 45°53′24″N 68°21′34″O / 45.89000, -68.35944. Según la Oficina del Censo de los Estados Unidos, Sherman tiene una superficie total de 104.97 km², de la cual 103.69 km² corresponden a tierra firme y (1.22%) 1.28 km² es agua.

## Demografía
Según el censo de 2010, había 848 personas residiendo en Sherman. La densidad de población era de 8,08 hab./km². De los 848 habitantes, Sherman estaba compuesto por el 97.88% blancos, el 0% eran afroamericanos, el 1.18% eran amerindios, el 0% eran asiáticos, el 0% eran isleños del Pacífico, el 0% eran de otras razas y el 0.94% pertenecían a dos o más razas. Del total de la población el 0% eran hispanos o latinos de cualquier raza.